# Équipe de Biélorussie masculine de handball au Championnat du monde 2021
Cet article relate le parcours de l'équipe de Biélorussie masculine de handball lors du Championnat du monde 2021 qui a lieu en Égypte en janvier 2021. Il s'agit de la cinquième participation de la Biélorussie aux Championnats du monde.

## Présentation

### Qualification
Les qualifications européennes ont été annulées en raison de la pandémie de Covid-19. La Biélorussie se qualifie grâce à sa 10e place au Championnat d'Europe 2020.

## Résultats

### Tour préliminaire
|   | Équipe       | Pts | J | G | N | P | Bp  | Bc  | Diff |
| - | ------------ | --- | - | - | - | - | --- | --- | ---- |
| 1 | Russie       | 5   | 3 | 2 | 1 | 0 | 93  | 83  | 10   |
| 2 | Slovénie     | 4   | 3 | 2 | 0 | 1 | 105 | 85  | 20   |
| 3 | Biélorussie  | 3   | 3 | 1 | 1 | 1 | 89  | 85  | 4    |
| 4 | Corée du Sud | 0   | 3 | 0 | 0 | 3 | 79  | 113 | -34  |

1. ↑  Officiellement « Équipe de la fédération russe de handball », cf. Championnat du monde masculin de handball 2021#Cas particulier de la Russie.

| 14 janvier 2021 16h30 | Biélorussie        | 32 – 32   | Russie          | Handball Hall, Borg El Arab Arbitrage : Belkhiri, Hamidi |
| 14 janvier 2021 16h30 | Mikita Vailupau 10 | (15 – 15) | Trois joueurs 6 | Handball Hall, Borg El Arab Arbitrage : Belkhiri, Hamidi |
| 14 janvier 2021 16h30 | ×1 ×6              | Rapport   | ×1 ×5 ×1        | Handball Hall, Borg El Arab Arbitrage : Belkhiri, Hamidi |

| 16 janvier 2021 16h30 | Biélorussie       | 32 – 24  | Corée du Sud    | Handball Hall, Borg El Arab Arbitrage : Samir Krichen et Samir Makhlouf |
| 16 janvier 2021 16h30 | Mikita Vailupau 8 | (15 – 9) | Kim Jin-young 8 | Handball Hall, Borg El Arab Arbitrage : Samir Krichen et Samir Makhlouf |
| 16 janvier 2021 16h30 | ×1 ×9 ×1          | Rapport  | ×3              | Handball Hall, Borg El Arab Arbitrage : Samir Krichen et Samir Makhlouf |

| 18 janvier 2021 19h00 | Slovénie    | 29 – 25   | Biélorussie      | Handball Hall, Borg El Arab Arbitrage : Raluy, Sabroso |
| 18 janvier 2021 19h00 | Blaž Janc 8 | (15 – 15) | Artsem Karalek 7 | Handball Hall, Borg El Arab Arbitrage : Raluy, Sabroso |
| 18 janvier 2021 19h00 | ×1 ×5       | Rapport   | ×1 ×5            | Handball Hall, Borg El Arab Arbitrage : Raluy, Sabroso |

### Tour principal
|   | Équipe            | Pts | J | G | N | P | Bp  | Bc  | Diff |
| - | ----------------- | --- | - | - | - | - | --- | --- | ---- |
| 1 | Suède             | 8   | 5 | 3 | 2 | 0 | 144 | 117 | 27   |
| 2 | Égypte            | 7   | 5 | 3 | 1 | 1 | 149 | 117 | 32   |
| 3 | Slovénie          | 6   | 5 | 2 | 2 | 1 | 138 | 130 | 8    |
| 4 | Russie            | 5   | 5 | 2 | 1 | 2 | 138 | 139 | -1   |
| 5 | Biélorussie       | 4   | 5 | 1 | 2 | 2 | 139 | 148 | -9   |
| 6 | Macédoine du Nord | 0   | 5 | 0 | 0 | 5 | 106 | 163 | -57  |

1. ↑  Officiellement « Équipe de la fédération russe de handball », cf. Championnat du monde masculin de handball 2021#Cas particulier de la Russie.

| 20 janvier 2021 21h30 | Suède          | 26 – 26   | Biélorussie           | Cairo Stadium Sports Hall (en), Le Caire Arbitrage : Charlotte et Julie Bonaventura |
| 20 janvier 2021 21h30 | Hampus Wanne 7 | (11 – 15) | Andrei Yurynok (en) 5 | Cairo Stadium Sports Hall (en), Le Caire Arbitrage : Charlotte et Julie Bonaventura |
| 20 janvier 2021 21h30 | ×3             | Rapport   | ×1 ×4                 | Cairo Stadium Sports Hall (en), Le Caire Arbitrage : Charlotte et Julie Bonaventura |

| 22 janvier 2021 19h00 | Égypte     | 35 – 26   | Biélorussie | Cairo Stadium Sports Hall (en), Le Caire Arbitrage : Giorgji Nachevski et Slave Nikolov |
| 22 janvier 2021 19h00 | El-Ahmar 8 | (21 – 14) | Vailupau 4  | Cairo Stadium Sports Hall (en), Le Caire Arbitrage : Giorgji Nachevski et Slave Nikolov |
| 22 janvier 2021 19h00 | ×1         | Rapport   | ×1 ×3       | Cairo Stadium Sports Hall (en), Le Caire Arbitrage : Giorgji Nachevski et Slave Nikolov |

| 24 janvier 2021 16h30 | Biélorussie         | 30 – 26   | Macédoine du Nord | Cairo Stadium Sports Hall (en), Le Caire Arbitrage : Majid Kolahdouzan et Alireza Mousaviannazhad |
| 24 janvier 2021 16h30 | Uladzislau Kulesh 7 | (14 – 14) | Kiril Lazarov 7   | Cairo Stadium Sports Hall (en), Le Caire Arbitrage : Majid Kolahdouzan et Alireza Mousaviannazhad |
| 24 janvier 2021 16h30 | ×2 ×3               | Rapport   | ×1                | Cairo Stadium Sports Hall (en), Le Caire Arbitrage : Majid Kolahdouzan et Alireza Mousaviannazhad |

## Statistiques et récompenses

### Buteurs
| Rang  | Joueur                 | Tot. | Tirs | %     | MJ | Moy. |
| ----- | ---------------------- | ---- | ---- | ----- | -- | ---- |
| 1     | Mikita Vailupau        | 35   | 48   | 73 %  | 6  | 5,8  |
| 2     | Artsem Karalek         | 27   | 40   | 68 %  | 6  | 4,5  |
| 3     | Uladzislau Kulesh      | 20   | 41   | 49 %  | 6  | 3,3  |
| 4     | Aleh Astrashapkin      | 19   | 28   | 68 %  | 6  | 3,2  |
| 5     | Artsiom Kulak          | 18   | 25   | 72 %  | 6  | 3    |
| 6     | Andrei Yurynok         | 17   | 25   | 68 %  | 6  | 2,8  |
| 7     | Vadim Gaïdoutchenko    | 11   | 25   | 44 %  | 6  | 1,8  |
| 8     | Kiryl Samoila          | 7    | 11   | 64 %  | 6  | 1,2  |
| 9     | Artsiom Selviasiuk     | 5    | 9    | 56 %  | 6  | 0,8  |
| 10    | Aliaksandr Padshyvalau | 4    | 7    | 57 %  | 6  | 0,7  |
| 11    | Viachaslau Bokhan      | 3    | 4    | 75 %  | 6  | 0,5  |
| 12    | Mikalai Aliokhin       | 2    | 4    | 50 %  | 6  | 0,3  |
| 13    | Uladzislau Kryvenka    | 1    | 1    | 100 % | 6  | 0,2  |
| 13    | Artur Rudz             | 1    | 2    | 50 %  | 3  | 0,3  |
| 13    | Ivan Maroz             | 1    | 2    | 50 %  | 6  | 0,2  |
| Total | Total                  | 171  | 272  | 63 %  | 6  | 28,5 |

### Gardiens de but
| N°    | Nom             | %    | Arrêts | Tirs | MJ | Moy. |
| ----- | --------------- | ---- | ------ | ---- | -- | ---- |
| 1     | Ivan Maroz      | 28 % | 55     | 193  | 6  | 9,17 |
| 2     | Aliaksei Kishou | 16 % | 5      | 32   | 5  | 1    |
| Total | Total           | 27 % | 63     | 232  | 6  | 10,5 |